# Pteris simplex
Pteris simplex là một loài dương xỉ trong họ Pteridaceae. Loài này được Holttum mô tả khoa học đầu tiên năm 1962.
Danh pháp khoa học của loài này chưa được làm sáng tỏ. 